# Frank Buchman
Pour l’article ayant un titre homophone, voir Buchmann.
Franklin Nathaniel Daniel Buchman (4 juin 1878 – 7 août 1961), pasteur luthérien américain, s’implique successivement dans le travail social, l’aumônerie de plusieurs universités aux États-Unis et en Grande-Bretagne et le travail missionnaire notamment en Chine avant de fonder en 1922 et d’animer un mouvement évangélique de réveil d'abord nommé la Fraternité Chrétienne du Premier Siècle ; mouvement d’abord universitaire, qui devient rapidement connu, après 1929, sous le nom de Groupe(s) d’Oxford (singulier ou pluriel) d'après le nom de l'université britannique du même nom, dont de nombreux membres, enseignants ou étudiants, ont intégré la Fraternité, lequel devient ensuite son nom officiel. En 1938, les Groupes d'Oxford deviennent le Mouvement de Réarmement moral, qui est progressivement ouvert à toutes les obédiences religieuses et philosophiques. La contribution du Réarmement moral à la réconciliation franco-allemande après la deuxième guerre mondiale est reconnue par les deux pays, et Frank Buchman est nommé dix fois pour le Prix Nobel de la paix, entre 1951 et 1961. À sa mort, en 1961, le journaliste britannique Peter Howard lui succède à la tête du Réarmement Moral.

## Origines et jeunesse
Né en 1878 à Pennsburg en Pennsylvanie, Frank Buchman est le fils de Franklin Buchman, fermier luthérien d'origine suisse alémanique devenu commerçant puis hôtelier, restaurateur, et enfin grossiste en boissons, et d’une mère très religieuse, elle aussi luthérienne, née Sarah Greenwalt. En 1894, lorsqu'il a 16 ans, sa famille déménage à Allentown, en Pennsylvanie où il poursuit ses études secondaires au collège Muhlenberg, avant ses études supérieures au séminaire luthérien de Mount Airy à Philadelphie où il est ordonné pasteur luthérien en juin 1902. Un homonyme a affirmé à Frank Buchman que sa famille descendait de l'humaniste du XVIe siècle Bibliander (forme hellénisée du nom allemand Theodor Buchmann), mais cela n'a pas été démontré.

## Pasteur luthérien et dirigeant d’œuvres de charité
Bien qu’il espérait être appelé par l'Église Luthérienne de Pennsylvanie à servir dans une paroisse urbaine importante, Franck Buchman accepte un poste de pasteur à Overbrook, banlieue de Philadelphie en pleine expansion, qui n’a pas encore d’église luthérienne. Il y loue d’anciens entrepôts pour y établir l'Église Luthérienne du Bon Pasteur et loger à l’étage. Après un voyage en Europe, consécutif à un burn-out, qui le voit visiter l'Italie, la Suisse et l'Allemagne, il décide à son retour d'ouvrir une résidence caritative inspirée de l'hospice pour les handicapés mentaux fondée à Bielefeld (Allemagne) par Frédéric von Bodelschwingh qu'il a visitée, et d'une œuvre inspirée de Toynbee Hall, fondée à Londres par Canon Barnett, qu'il a également visitée. La résidence caritative (initialement appelée hospiz) est rapidement une source de conflit entre Frank Buchman et le conseil d’administration de celle-ci ; d’après les souvenirs de Buchman, le désaccord est surtout dû au refus du conseil d’administration de rechercher des financements pour combler le déficit chronique de l’hospiz, lequel conseil soutenant que c'est à lui, Frank Buchman de rechercher ces fonds. Le comité financier du Ministère luthérien de Pennsylvanie, qui a la haute main sur son budget ne dispose pas des fonds nécessaires pour compenser le déficit systématique de l'hospiz et demande à Buchman de lever les fonds nécessaires et / ou de diminuer le niveau des dépenses. Buchman finit par donner sa démission.

## Vive expérience religieuseen Angleterre
"Exténué et déprimé" après sa démission, il prend le long congé de repos que lui conseille son médecin, et opte pour un nouveau voyage en Europe qui le voit visiter Séville, Grenade, Monaco, Le Caire, Jérusalem, Athènes, Constantinople, Vienne, l'Allemagne et la Grande-Bretagne. Encore perturbé par sa récente démission, Frank Buchman se rend à la Convention évangélique de Keswick où il espère rencontrer le célèbre évangéliste baptiste - influencé par les quakers et les méthodistes - F. B. Meyer qui en est membre, qu'il a déjà rencontré et qu'il croit capable de l'aider à surmonter sa situation. Mais F. B. Meyer n’est pas présent à la convention. Lors de cette convention, Buchman entend un dimanche, dans une chapelle presque vide, Madame Jessie Penn-Lewis prêcher avec flamme sur la croix du Christ, ce qui provoque en lui une vive expérience religieuse.

« Elle a décrit le Christ mourant sur sa croix comme je ne l'avais jamais vu auparavant. J'ai vu les clous dans les paumes de ses mains. J'ai vu le plus gros clou qui retenait ses pieds. J'ai vu la lance plantée dans Son côté. Et j'ai vu le regard de tristesse et de souffrance infinie sur Son visage. Je savais que je l'avais blessé. Qu'il y avait une grande distance entre moi et lui. Et je savais que c'était par mon péché d'hostilité. Je repensais à ces six hommes, là-bas à Philadelphie, dont je pensais qu’ils m’avaient causé du tort. Même si c’était sans doute le cas, j’étais tellement impliqué dans cette histoire de torts que j’étais le septième à être en tort. [...] Je commençai à porter sur moi-même un regard semblable à celui que Dieu portait sur moi, ce qui me donnait une image de moi-même très différente de celle que j'avais. Je ne sais pas comment expliquer cela. J’étais juste là en train de réaliser combien mon péché, mon orgueil, mon égoïsme et mon hostilité m'avaient masqué Dieu en Christ. [...] Mon travail était devenu mon idole. [...] J’étais le centre de ma propre vie. Il fallait crucifier ce grand je. Je voyais mes ressentiments contre ces six hommes comme autant de pierres tombales dans mon cœur. J'ai demandé à Dieu de me changer et Il m'a dit de rectifier les choses avec ces personnes. Cela a produit en moi un sentiment vibrant, comme si un grand courant de vie avait été déversé en moi et après coup, une sensation d’un grand bouleversement spirituel. Il n'y avait plus ce sentiment d'une volonté divisée. Plus de calcul et de préparation d'argumentation, de sentiment d'oppression et d'impuissance ; une vague de forte émotion s'éleva en moi après le désir de capituler qui s'ensuivit …..et sembla soulever mon âme de son ancrage d'égoïsme, la portant par-dessus l'abîme qui l'en séparait, pour la déposer au pied de la croix. »

Buchman écrit immédiatement une lettre d’excuse à chacun des administrateurs de son ancienne œuvre, les priant de bien vouloir lui pardonner. Il se réfère souvent par la suite à cette expérience pour lui fondatrice. Il a alors 29 ans.

## Évangélisation personnaliséeauxYMCAde Penn State University, en Inde et en Chine
De 1909 à 1915 Buchman est le secrétaire du YMCA (l'UCJG, Union Chrétienne des Jeunes Gens) de l’Université d’État de Pennsylvanie, dite Penn State University. Il en double le nombre des adhérents, parvenant à y enrôler 75 % des étudiants ! Malgré cela, il n’est pas satisfait et se demande quelle est la profondeur du changement dans les vies de ceux-ci quand il constate par exemple la consommation d’alcool toujours élevée au sein de l’université.
Il en parle avec Frederick Brotherton Meyer lors d'une visite de celui-ci à Penn State, qui lui répond : "Vous devez donner la priorité aux entretiens personnels, d'homme à homme, plutôt qu'à l'organisation de réunions". Et lorsque celui-ci lui demande ensuite s’il laisse l’Esprit Saint le guider dans tout ce qu’il fait, Buchman répond qu’en effet, il prie et lit la Bible tous les matins. « Oui, insiste Meyer, mais donnez-vous à Dieu suffisamment de temps de silence sans aucune interruption pour qu’il puisse vous dire réellement que faire ? ».
Après cet échange, Buchman commence sa pratique du moment calme (Quiet Time) en silence à l'écoute de Dieu pendant au moins une heure chaque matin, avant que le téléphone commence à sonner, notant sur un papier les mots et idées qui lui viennent avant de les examiner.
La lecture de La Volonté de Dieu et l’œuvre d’une vie d’homme écrit en 1909 par le professeur de théologie de l’université Yale Henry Burt Wright (1877–1923)  qui est une autre influence décisive sur Buchman, le mène rapidement à mettre en place un système de six "tests garde-fou" pour éviter les risques d'auto-illusion de la pratique de recherche de guidance par Dieu :
Les directives (guidances) reçues de Dieu pendant le moment calme doivent : 
- 1) ne pas aller dans le sens de l'intérêt de la personne,
- 2) être réalisables,
- 3) être conformes aux critères moraux les plus exigeants (les quatre absolus de pureté, honnêteté, désintéressement et amour, cf plus bas),
- 4) être conformes aux Écritures,
- 5) être conformes à l'expérience de l'Église et
- 6) être validées par discussion avec d'autres adeptes de cette pratique.

Le don qui se révèle chez Buchman dans sa mise en application des suggestions de Meyer d'entretiens personnalisés  et d'adaptation du message chrétien aux besoins spirituels de chacun en partant des faiblesses morales qu'il lui confesse - à commencer par les membres en place du YMCA qu'il connait -, et le succès de ce travail personnalisé font l’admiration de ses collègues du YMCA ainsi que de pasteurs et d'hommes d'église d'autres universités. Comme l’écrit Maxwell Chaplin, secrétaire du YMCA de l’université de Princeton après avoir participé à la campagne de la « semaine annuelle du YMCA » de Penn State : « en cinq ans, le secrétaire permanent du YMCA de Penn State a complètement transformé l’état d’esprit de cette université autrefois réputée difficile ». L’écrivain Lloyd Douglas, auteur de La Robe, participe à cette même campagne : « ce fut, raconta-t-il pour décrire une réunion organisée par Buchman, l’événement le plus remarquable que j’aie jamais vu… L’un après l’autre, des membres éminents du corps étudiant se sont levés et ont confessé devant leurs pairs qu’ils avaient jusque-là vécu des vies de seconde classe, sans intérêt pour les autres, et que désormais ils entendaient se consacrer au bien. » Buchman est invité par leurs responsables à organiser de semblables campagnes des YMCA dans de nombreuses universités proches ou lointaines.
En 1915, Buchman se rend en Inde avec l’évangéliste Sherwood Eddy pour y préparer une grande campagne d'évangélisation des YMCA locales. Il y rencontre brièvement le Mahatma Gandhi, encore peu connu à cette époque. C'est là la première d’une série de rencontres entre les deux hommes. Il se lie aussi d’amitié avec Amy Carmichael, fondatrice de la Fraternité de Dohnavur, refuge pour jeunes prostituées forcées. Bien qu’il ait pris la parole devant des assemblées réunissant jusqu’à 60 000 personnes, Frank Buchman est très critique de ces actions de masse : « c’est comme chasser le lapin derrière une fanfare » alors que ce qu'il faut, selon lui, c'est toujours plus de travail personnalisé ou d'évangélisation personnalisée débouchant sur des changements de vie concrets. De février à août 1916, Buchman travaille avec les YMCA de Chine, avant de revenir en Pennsylvanie à cause de l’aggravation de l'état de santé de son père.

## Évangélisation personnaliséeen Nouvelle Angleterre , en Chine et en Europe
En 1916, Buchman prend un poste à temps partiel au séminaire théologique de Hartford (Connecticut), de tradition congrégationnaliste. Il commence en tant que conférencier d'évangélisation personnalisée. En 1917, son père rétabli, il propose au président du séminaire de le missionner pour retourner en Chine et y former à l' évangélisation personnalisée un groupe de personnalités politiques chinoises converties au christianisme, ayant toutes des fonctions de premier ordre dans le gouvernement national chinois de Canton de l'époque, - dont Xu Qian (en) - vice-ministre de la Justice, qui devait devenir ultérieurement premier ministre par intérim - , le ministre de l'intérieur, le président de l'assemblée nationale du gouvernement national de Canton et le président dudit gouvernement lui-même, Sun Yat-Sen  -  tous convaincus que sa conversion au christianisme est la solution pour leur pays.
Il embarque pour cela en juin 1917 pour la Chine avec un petit groupe de Hartford. Il y rencontre des personnalités politiques locales converties au christianisme, chez qui il organise des réceptions privées (house parties), qui peuvent durer plusieurs jours, dont le but est de provoquer chez les personnalités qui y sont invitées des réveils spirituels par suite de travail personnalisé avec eux sous forme d'entretiens privés qui leur fassent prendre la décision de changer de vie en confiant leur vie à Dieu. Les personnalités politiques chinoises en question, toutes de l'administration et du gouvernement de Sun Yat Sen, bien qu'enthousiasmées par l' évangélisation personnalisée de Buchman, sont finalement déçues par les réponses des missionnaires occidentaux  également conviés par Buchman à leurs sollicitations, une fois celui-ci et son équipe partis de Chine en 1919, et ils finissent par se tourner dans les années 1925 vers l'aide que leur proposent des conseillers du...Komintern, institution athée s'il en est.
Par ailleurs, Buchman assiste à l'été 1917, comme lors de son voyage précédent en été 1916, aux deux conférences missionnaires protestantes estivales de Chine, celle de Kuling (en) et celle de Beidaihe, qu'il déplore à nouveau n'être toutes deux fréquentées que par des missionnaires occidentaux, qui "cultivent une attitude de supériorité blanche", et ne consister qu'en de vastes réunions et aucunement en évangélisation personnalisée.
Un certain nombre de conflits est déclenché par ses critiques de ces conférences missionnaires et sa prise en main de l'une d'elles, tout comme par sa méthode d'évangélisation personnalisée qui demande que ceux qui la pratiquent parlent de leurs propres péchés à leurs interlocuteurs lors des entretiens personnalisés qu'ils doivent avoir avec eux. En août 1918, devant l'abondance des plaintes à l'encontre de Buchman, l’évêque Logan Roots (en) finit par lui demander de quitter définitivement la Chine.
De retour à Hartford au printemps 1919, après une tournée en Corée et au Japon, Buchman négocie avec le séminaire un engagement à continuer à y former des étudiants à l' évangélisation personnalisée pendant trois mois sur douze, les neuf autres pouvant être utilisés pour des missions à sa guise. Les chocs de l'après premier conflit mondial et de l'émergence en Russie d'un état athée le convainquent que "c'est la volonté de Dieu [qu'il] apporte un réveil moral et spirituel dans chacun des états du monde" et qu'il convient de le faire en s'adressant d'abord aux membres influents, ou en voie de l'être, de ces sociétés.
Il consacre ainsi en grande partie son temps à enseigner bénévolement et à évangéliser selon sa méthode, que certains commencent à qualifier de péripatéticienne, à la demande de groupes d'étudiants et d'hommes d'église dans les universités environnantes, de Harvard, Cornell, Williams, Amherst, Princeton, Yale, etc.
De retour aux États-Unis lui aussi, Sam Shoemaker, que Buchman a rencontré en Chine, est nommé au printemps 1920 secrétaire de la Philadelphian Society de l'université de Princeton, l'association des étudiants chrétiens de celle-ci, et devient l’un des principaux compagnons de route de Buchman aux États-Unis.
En 1922, après un long temps de travail d'évangélisation personnalisée des deux côtés de l'Atlantique, aux États-Unis et en Angleterre, auprès d'étudiants à qui il n'hésite pas à suggérer d'aller rendre visite aux universités les uns des autres, mais aussi d'hommes d'église, il donne sa démission à l’université de Hartford pour se consacrer pleinement à sa mission.

## Fondation de laFraternité des chrétiens du premier siècle
Pour les articles homonymes, voir Groupe d'Oxford (homonymie).
Après sa démission de Hartford, Frank Buchman lance à l'automne 1922 la Fraternité Chrétienne du Premier Siècle (First Century Christian Fellowship) qui se veut « une voix de protestation contre le travail d'évangélisation chrétienne organisé avec moult comités mais sans vie » et « une tentative de revenir aux croyances et aux méthodes des apôtres ».
Sans ressources financières pour son mouvement, il reçoit le soutien financier de personnes privées telles que l'ex missionnaire en Inde Margaret (née Thorne) Tjader, qui consacre alors depuis vingt ans l'importante fortune héritée de son mari à soutenir la christianisation du monde. Elle fournit à Buchman en janvier 1923 un bureau et un logement à New York, ville où elle réside.
Rapidement, malgré une polémique qui finira par son interdiction des campus de l'Université de Princeton et d'autres de Nouvelle-Angleterre, de nombreuses house parties (réceptions à la maison) sont organisées dans ces universités, puis également en Angleterre et ailleurs en Europe sur le modèle de celles que Buchman avait organisées en Chine.
En juin 1924, Buchman part avec un groupe composé de ses plus proches compagnons et de quelques membres plus jeunes de la Fraternité  pour un voyage d'évangélisation dans des congrès ecclésiastiques et, à nouveau, par des house-parties, pour plus de deux ans en Europe, au Moyen-Orient, en Inde et en Australie puis retour, jusqu'en octobre 1926.
A son retour, avec la reprise des house-parties en Nouvelle-Angleterre, la polémique soulevée par les autorités de Princeton reprend, puis trouve une fin officielle, en l'espèce une interdiction d'accès à Princeton et à nombre d'universités de la côte Est après enquêtes par celles-ci. Buchman et quelques membres de la Fraternité partent alors pour l'Angleterre afin d'y poursuivre leur mission.

## LesGroupes d'Oxford
En septembre 1927, à Oxford, Angleterre, Julian Thornton-Duesbery, aumônier du collège de théologie Wycliffe Hall et du collège Corpus Christi, tous deux à Oxford, organise une réunion hebdomadaire de la Fraternité dans son bureau. En 1928, le succès de ces réunions oblige à en fixer le lieu dans la bibliothèque de l’église Sainte-Mary de l’université d’Oxford puis dans la salle de bal de l’hôtel Randolph, le plus grand hôtel de la ville, puis dans l'église Sainte-Mary elle-même.
Une critique de Tom Driberg, journaliste, homme politique et ecclésiastique anglican, paraît bientôt dans le Daily Express qui « révèle » que « les membres de cette étrange nouvelle secte forment un cercle en se tenant par les mains et l'un après l'autre, manifestement inspirés, font une confession publique complète de leurs péchés, y compris les plus intimes... ce qui ne manque pas de générer une atmosphère de voyeurisme d'alcôve sous couvert de religion — une pure calomnie, d’après les participants. »
Le Daily Express publie plus tard une déclaration de Laurence William Grensted, prêtre et théologien, professeur de philosophie chrétienne de l'Oriel College d’University College d'Oxford, témoignant au contraire non seulement du côté tout à fait sain de l'action des membres de la Fraternité mais aussi de l'efficacité réelle de celle-ci : « Des hommes que je connais […] non seulement ont trouvé une foi plus forte et une vie plus heureuse mais ils ont aussi fait de nets progrès dans la qualité de leurs études et même dans leurs résultats sportifs. »
À l’été 1928, six étudiants membres de la Fraternité partent d'Oxford pour le temps des vacances en Afrique du Sud (cinq en sont originaires) pour y faire connaître la Fraternité. Là-bas, la presse locale inaugure pour les désigner le terme de Groupe d’Oxford, qui était inscrit sur l'extérieur d'un compartiment qu'ils avaient réservé dans un train. C'est ensuite Buchman et une équipe d'une trentaine de personnes qui y arrivent au printemps 1929, après une tournée de house parties en Europe, pour une autre tournée de house parties sur place jusqu'à l'automne 1929, qui durent jusqu'à dix jours et rassemblent chaque fois environ 600 personnes.
L'accueil reçu en Afrique du Sud fait que Buchman place ses meilleurs espoirs dans l'Église Anglicane, largement majoritaire là-bas. Au début des années trente, c'est effectivement l'Angleterre, et dans celle-ci la ville d'Oxford et son université, qui devient le premier pôle de développement de ceux qu'on appelle maintenant le Groupe d'Oxford. Il est à noter que les étudiants de premier cycle de l'université d'Oxford lisaient tous la Bible, et particulièrement le Nouveau Testament - en effet, tous à cette époque devaient passer un examen sur les Évangiles et les Actes des Apôtres. De 1931 à 1935, un groupe de 150 étudiants participe chaque jour à 13h30, avant les activités sportives de l'après-midi, aux réunions du Groupe d'Oxford avec les aumôniers du Corpus Christi College, du Hertford College et du Lincoln College à Oxford. Un après-midi par semaine, tous se réunissent pour écouter des conférenciers invités, pour beaucoup de distingués anciens de l'université d'Oxford, aborder les principes du Groupe de manière plus large et plus approfondie. Ils y entendent aussi des rapports sur les progrès accomplis par les groupes dans les autres régions et pays.
Après avoir participé à une house-party en 1932, Paul Hodder-Williams, futur président de la maison d’édition Hodder and Stoughton, persuade son oncle d'ouvrir les colonnes de son magazine British Weekly. A journal of social and christian progress (L’hebdomadaire britannique. Journal du progrès social et chrétien) à des articles réguliers sur les Groupes d'Oxford. Cette année-là également, Hodder and Stoughton publie un livre sur les Groupes d'Oxford, For Sinners Only (Réservé aux pécheurs), écrit par A.J. Russell, éditorialiste du Sunday Express qui est réédité 17 fois en deux ans puis traduit dans de nombreuses langues.
Pendant les vacances universitaires, les étudiants d'Oxford, de Cambridge et d'autres universités membres des Groupes d'Oxford participent à des campagnes dans les quartiers populaires de l’Est londonien ou d’autres villes industrielles.
Dans le même temps, le nombre des participants aux house parties organisées partout en Angleterre, dont certaines, notamment celles d'Oxford, attirent un public international, atteint plusieurs milliers. Entre 1929 et 1935, Buchman et ses équipes poursuivent par ailleurs le développement des Groupes d'Oxford aux États-Unis et au Canada lors de voyages qu'ils font là-bas depuis l'Angleterre.

### Convertir Hitler?
Buchman voyage beaucoup à travers l’Europe au cours des années trente. La montée du nazisme l'amène à se concentrer davantage sur l’Allemagne où il organise des house-parties, des réunions, et des rencontres avec des responsables religieux. En 1932 et en 1933, il cherche par deux fois, sans succès, à rencontrer Hitler qu’il espère parvenir à faire changer de vie en se soumettant à la volonté de Dieu.
Mais les premiers résultats de ses tentatives sont au contraire qu'à partir de 1934, les activités des Groupes d’Oxford en Allemagne sont de plus en plus surveillées, certains de ses responsables sont interrogés par la police, et le travail des Groupes est de plus en plus difficile.

### Campagnes en Scandinavie
En réaction, Buchman diversifie ses efforts vers la Scandinavie proche, pensant que, s’il y fait la démonstration d’une révolution chrétienne, cela aura un impact fort sur l'Allemagne. Répondant à l’invitation du parlementaire norvégien du parti conservateur minoritaire Carl Joachim Hambro faite lors d'une house-party à laquelle ce dernier a participé en Angleterre, Buchman arrive avec une équipe des Groupes en Norvège en octobre 1934. Le quotidien Tidens Tegn en fait le commentaire suivant dans son numéro de Noël : « Une poignée d’étrangers ne parlant pas notre langue, ignorants de nos coutumes et de nos habitudes, est arrivée dans notre pays. Quelques jours plus tard, tout le pays parlait de Dieu et deux mois après l’arrivée de cette trentaine d’étrangers, l’état d’esprit du pays s'était clairement transformé. » Le 31 mars 1935, l’évêque Berggrav de Tromsø dit à une réunion du Groupe d'Oxford « ce qui arrive en Norvège en ce moment est le plus grand mouvement spirituel depuis la Réforme » alors qu'à peine 10% de la population fréquentait les églises. Des divisions profondes entre les ailes conservatrices et libérales de l’Église norvégienne sont réglées, ce qui lui permettra d’être plus efficace dans la résistance au nazisme pendant l’occupation allemande quelques années plus tard.
Une campagne au Danemark en 1935 a un impact similaire. Devant le Conseil Œcuménique des Églises réuni à Evanston (USA) en 1954, l’évêque de Copenhague, Hans Fuglsang-Damgaard, se rappelle : « La visite de Frank Buchman au Danemark en 1935 a été un événement historique pour l’Église danoise, qui sera inscrit en lettres d’or dans l'histoire de notre église et celle de notre nation ».
En 1936, les Groupes organisent des campagnes au Royaume-Uni, en Autriche, en Hongrie, avec dans toutes des rencontres avec des dirigeants politiques.
En 1937, un rassemblement national à Utrecht, Pays-Bas, attire 100 000 personnes pendant le weekend de la Pentecôte, et il se trouve que le meeting prévu dans la même ville par le leader nazi hollandais Anton Mussert est un échec retentissant.

### LesGroupes d'Oxforden Allemagne nazie
En septembre 1934 et 1935 , Buchman est présent au congrès de Nuremberg sur invitation reçue, à sa demande, d'une membre allemande du Groupe d'Oxford, Moni von Cramon, proche de l'ex Kaiser et de sa famille et par là introduite auprès de dignitaires nazis dont Heinrich Himmler. En novembre 1936, en réaction aux tentatives de Buchman vis à vis de Himmler, l'Office Central de la Sécurité de la Gestapo diffuse un document avertissant tous ses services que les Groupes d’Oxford sont « un opposant nouveau et dangereux du national-socialisme ». Le document ordonne aux services de renseignement d'accorder « la plus grande attention aux actions du mouvement, d'infiltrer chaque rassemblement et réunion d'équipe pour savoir quels hommes et quelles femmes de la vie publique sont intéressés par les idées des Groupes d'Oxford etc. » Trois ans plus tard, en 1939, le rapport de 126 pages de la Gestapo intitulé le Mouvement des Groupes d'Oxford affirme qu'ils sont « le lièvre de la diplomatie anglo-américaine » et que « pris globalement, ils représentent une attaque contre le nationalisme de l’État… Ils prêchent une révolution contre l’État national et sont devenus de toute évidence son adversaire chrétien. » Ses membres seront dès lors encore plus surveillés, arrêtés, déportés ce qui en poussera certains vers des activités de résistance et d'autres à s'en distancer.

### LesGroupes d'Oxfordet les Alcooliques anonymes
Les fondateurs des Alcooliques anonymes en 1935, l'ex trader Bill Wilson, dit Bill W. et le docteur Bob Smith, dit Dr Bob, sont tous les deux des membres actifs des Groupes d’Oxford lorsqu'ils se rencontrent et découvrent qu'ils sont convaincus l'un et l'autre que leurs principes contiennent une solution au problème de l’alcoolisme.
Le psychologue Howard Clinebell (en) a salué en Buchman « l’un des pionniers des techniques modernes d’assistance mutuelle ».
Pour le médecin et psychologue suisse Paul Tournier, « tout le développement de la thérapie de groupe en médecine n’est pas dû à Frank Buchman, mais celui-ci a historiquement personnifié cette approche novatrice, mettant un point final au chapitre de la rationalité pure et ouvrant une ère nouvelle où l’émotionnel et l’irrationnel sont aussi pris en compte ». À propos de l’effet de Buchman sur les Églises, Tournier observe qu' « avant Buchman, l’Église estimait que son rôle était d’enseigner et de prêcher, mais pas de découvrir ce qui se passait dans l’esprit des fidèles. Les ecclésiastiques parlaient tout le temps et n’écoutaient jamais. Il y a encore trop de paroles, mais le silence a fait son retour. Frank a aidé à faire la démonstration que la puissance du silence est la puissance de Dieu. »

## Le Mouvement pour leRéarmement moral
En 1938, alors que les nations se réarment dans la perspective d’une guerre très proche, en Suède, pays dans lequel Buchman n'a pas encore lancé de campagne, un socialiste membre des Groupes d’Oxford, Harry Blomberg, auteur d'un livre intitulé We must begin again (Nous devons prendre un nouveau départ) écrit un éditorial dans lequel il appelle à un "réarmement moral". Séduit par cette formule, Buchman lance la même année à Londres une grande campagne pour un Réarmement moral et spirituel. Réarmement moral devient le nouveau nom du mouvement qui professe un nouvel engagement en vue d’essayer d’infléchir le cours de l’Histoire des nations.
Dans un discours prononcé devant des milliers de personnes à ce qu'on a appelé l'assemblée de Visby dans l’île suédoise de Gotland, Buchman déclare :

« Je ne suis pas intéressé par le lancement d’un simple renouveau religieux et je ne pense pas que ce soit approprié. Parlez à n’importe quel homme d’état un peu réfléchi et il vous dira que ce dont chaque pays a besoin c’est d’un réveil moral et spirituel. Un renouveau religieux est seulement au niveau de la pensée...L'étape suivante est la révolution...un mot qui fait peur aux chrétiens...Ce que le Groupe d'Oxford veut donner ici et à chaque nation c'est une révolution spirituelle...Je trouve ici (dans ce pays) le même matériau combustible qui a alimenté la révolution et la guerre d’Espagne. À moins que nous et d’autres n'ayons la vision plus vaste d’une révolution spirituelle, l’autre révolution [la communiste] reste possible...Entre le renouveau religieux et la révolution spirituelle, il y a la renaissance. La renaissance du peuple, des individus, et la renaissance de la nation. Certains n'aiment pas l'idée de la renaissance de la nation et son appel à ses millions de membres. Ils dénigrent un tel programme en le traitant de "propagande". Et selon eux toute propagande viserait à détruire. Pourtant, "évangile" signifie "bonne nouvelle", une nouvelle à ... propager...Il s'agit de nous engager totalement, à la façon dont le font les révolutionnaires, à confier la direction de nos vie à Dieu... »

En résultat de ces propos, certains des membres suédois du mouvement, mal à l’aise avec ce qu’ils entendent comme une nouvelle orientation politique du mouvement, arrêtent leur collaboration avec Buchman, voire décident de s'opposer à lui, pendant qu'une part importante de la population répond positivement à ce challenge.

### Action pendant la Seconde Guerre mondiale
L'œuvre du Réarmement moral en Amérique pendant la Seconde Guerre mondiale est évaluée en 1943 par le président Roosevelt comme une contribution importante au moral du pays. C’est de cette époque que date la tradition d’utilisation intensive du théâtre et des revues musicales pour faire passer les messages du Réarmement moral. La pièce Tu peux défendre l’Amérique est présentée à plus de 250 000 personnes dans 21 États américains ; elle avait été créée à partir d’un petit livre du même nom qui appelait à « des familles saines, un esprit d’équipe dans l’industrie, un pays uni ».
En Grande-Bretagne, la romancière Daphné du Maurier écrit un livre à succès dédié à Buchman et intitulé Come Wind, Come Weather (mot à mot "Viens vent, viens résistance"), recueil d’histoires courtes racontant comment des gens ordinaires touchés par le Réarmement moral font face aux difficultés du temps de guerre.
Buchman et son équipe se trouvent à San Francisco lors de la première conférence des Nations unies en 1945. Un conflit à propos de la gestion des territoires sous tutelle (chapitre XIII de la charte des Nations unies) est débloqué par le changement d’attitude du général philippin Romulo, attribué au Réarmement moral.

### Centres de rencontres

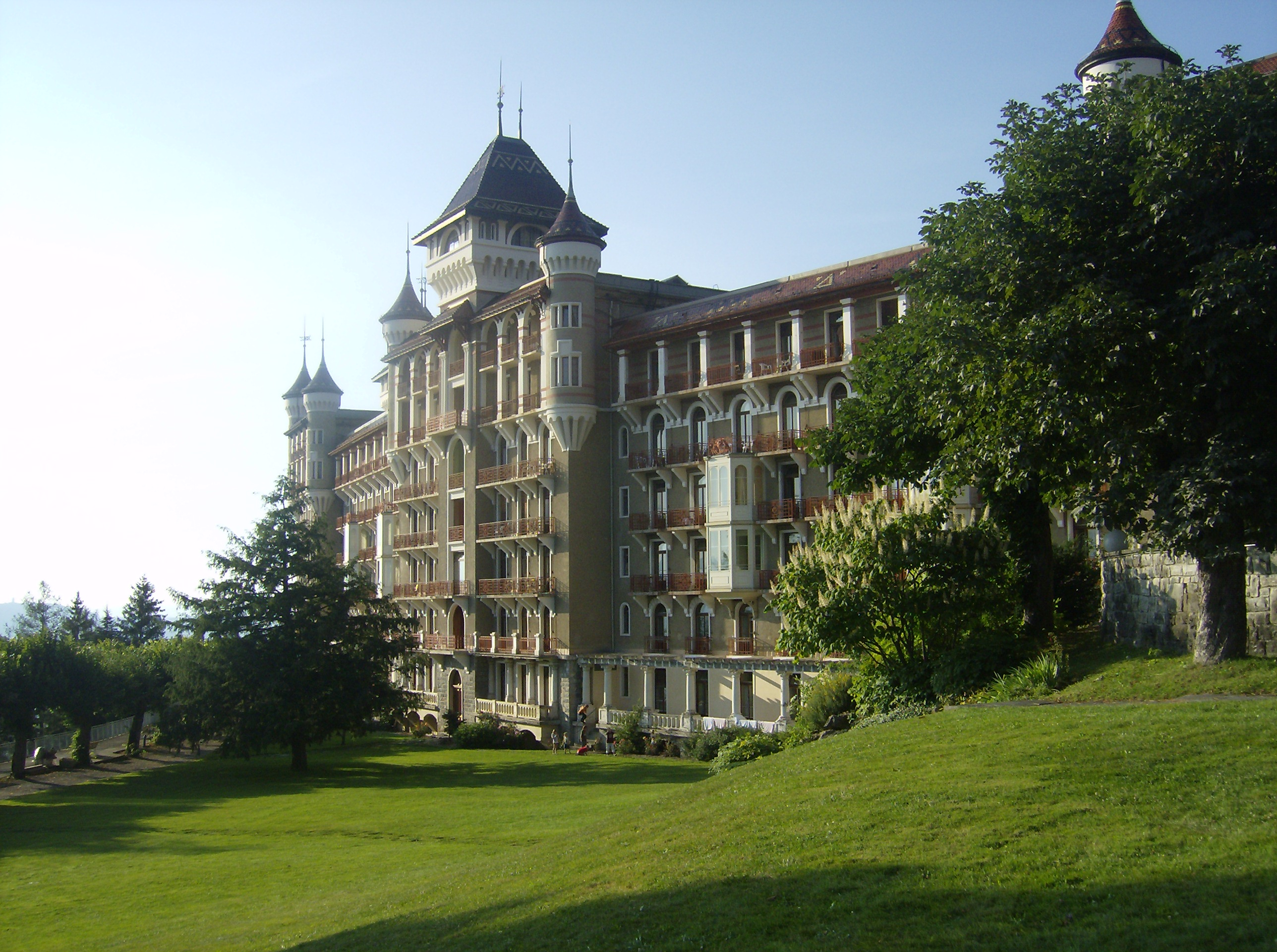
Le Caux-Palace depuis les jardins.

De 1942 à 1971, le Réarmement moral utilise comme base un centre de rencontres situé dans l’île de Mackinac, sur le lac Michigan. En 1946, des membres suisses achètent l’ancien palace en ruines du village de Caux, qui surplombe le lac Léman, afin d'en faire un centre de rencontres au service de la reconstruction de l'Europe. Rénové dès les premiers mois par des bénévoles venus de Suisse et d'Europe, et graduellement amélioré depuis, le centre de rencontres de Caux reste actif à ce jour dans le domaine de la paix et de la réconciliation sous le pilotage de la fondation Suisse Caux-Initiatives et Changement. Par ailleurs, de 1946 à 1999, le Westminster Theater (Théâtre de Westminster) sert de base au Réarmement moral à Londres, perpétuant la tradition d’utiliser la scène comme vecteur de promotion du message du mouvement.

### Réconciliation après-guerre

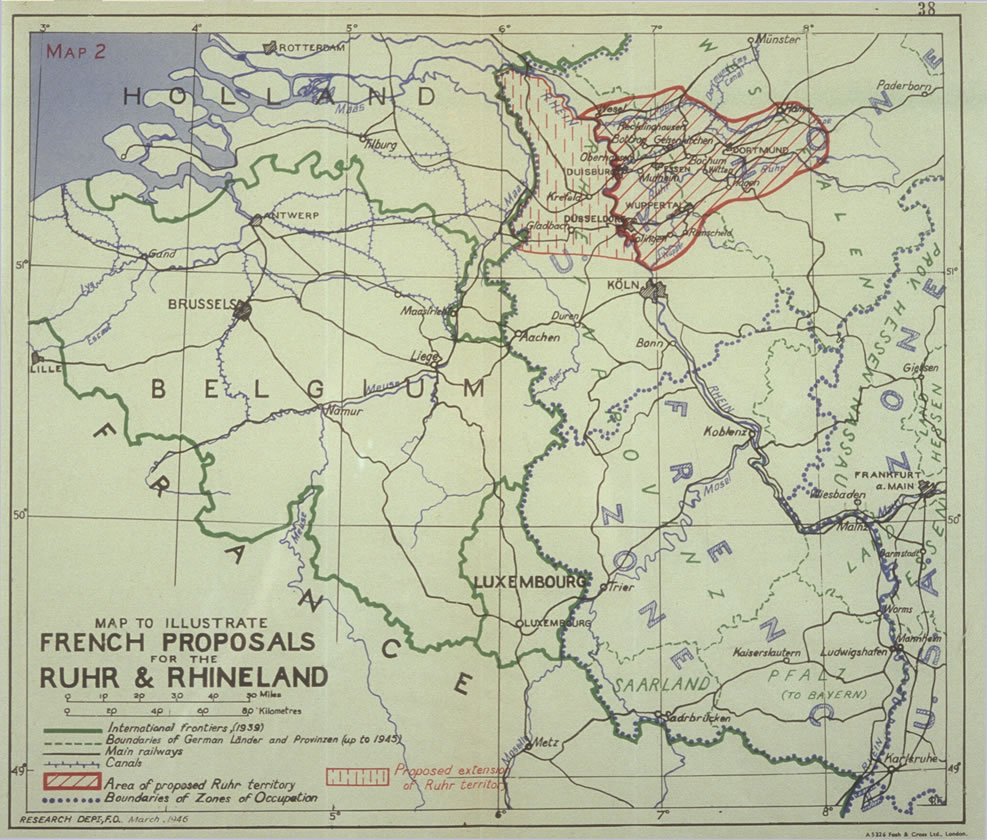
Carte du 11 mars 1946 montrant une proposition française de démembrement du territoire allemand

Après la guerre, le Réarmement moral joue un rôle non négligeable dans la réconciliation franco-allemande au travers de ses conférences à Caux et de son travail au sein des industries du charbon et de l’acier des deux pays. Le chancelier allemand Konrad Adenauer se rend régulièrement aux conférences du Réarmement moral à Caux et Frank Buchman permet que s'établisse une confiance entre lui et le ministre français des Affaires étrangères Robert Schuman à un moment où, sous la pression des partis nationalistes, divers projets de démembrements de l'Allemagne pèsent lourdement sur les relations franco-allemandes. En reconnaissance de ces services, Buchman est fait Chevalier de la Légion d'honneur par le gouvernement français et Grand-Croix de l’Ordre du Mérite par le gouvernement allemand. Les contacts de Buchman avec des Allemands opposés au nazisme avant la guerre ont joué un rôle important pour faciliter les contacts et cette réconciliation après la guerre.
Concernant les États-Unis et le Japon, le Réarmement moral facilite les premiers voyages à l’étranger de groupes de Japonais après la guerre. En 1950, une délégation de 76 Japonais, dont plusieurs parlementaires représentant les principaux partis politiques du pays, sept gouverneurs de préfectures, les maires de Hiroshima et Nagasaki et des dirigeants de l’industrie, de la finance et des syndicats se rendent au centre de conférence de Caux puis aux États-Unis, où leur porte-parole, Chorijuo Kurijama, prend la parole devant le Sénat fédéral et demande pardon pour « la grande erreur du Japon. » En 1957, le premier ministre japonais Nobusuke Kishi fait une tournée d’excuses auprès de neuf nations du Sud-est asiatique. À son retour à Tokyo, il déclare à la presse : « J’ai été impressionné par l’efficacité du Réarmement moral pour créer l’unité entre des peuples qui ont été opposés. J’ai fait moi-même l’expérience du pouvoir qu'ont des excuses sincères pour guérir les blessures du passé. » L'empereur Hirohito décerne à Buchman l'Ordre du Soleil levant (2e classe) en 1955,.

### Décolonisation
Le Réarmement moral joue ensuite un rôle important dans la décolonisation du Maroc et de la Tunisie.
En 1956, le roi Mohammed V du Maroc écrit à Buchman : « Je vous remercie pour tout ce que vous avez fait pour le Maroc, pour les Marocains et pour moi-même au cours de ces années d’épreuves. Le Réarmement moral doit devenir une aide pour nous les musulmans tout autant que pour vous les chrétiens et pour toutes les nations. »
En décembre de la même année le président tunisien Habib Bourguiba déclare : « Il faut dire au monde ce que le Réarmement moral a fait pour notre pays. »
Les tentatives de médiation en Algérie ne sont malheureusement pas couronnées de succès.
En 1955, Buchman suggère à un groupe de dirigeants africains réunis à Caux de mettre dans une pièce de théâtre tout ce qu’ils ont appris grâce au Réarmement moral. La pièce, intitulée Liberté est écrite en 48 heures et créée au théâtre Westminster de Londres une semaine plus tard. Elle fait ensuite une tournée mondiale avant d’être retranscrite dans un film long-métrage en couleur. Au Kenya, le film est montré au dirigeant national Jomo Kenyatta pendant sa captivité. Il demande que le film soit doublé en swahili. Le film est montré à un million de Kényans avant les premières élections. Au printemps 1961, le journal The Reporter de Nairobi écrit : « Le Réarmement moral a beaucoup fait pour stabiliser notre pays pendant la récente campagne électorale. »

## Psychologie et spiritualité

### La vision de Frank Buchman
Le livre Refaire le monde, recueil des discours de Frank Buchman, contient l’essentiel de la vision de Buchman. Celle-ci restera toujours ancrée dans sa conviction chrétienne personnelle, même s'il travaille ensuite avec de nombreux responsables d'autres religions.

« Le Groupe d’Oxford est une révolution chrétienne pour refaire le monde. Les problèmes fondamentaux dans le monde aujourd’hui sont la malhonnêteté, l’égoïsme et la peur – dans le cœur des hommes et par conséquent dans celui des nations. Ces maux multipliés les uns par les autres se traduisent par des divorces, des délits, du chômage, des crises à répétition et des guerres. Comment pouvons-nous espérer la paix entre les nations si nous avons la guerre dans d’innombrables familles ? La guérison spirituelle doit précéder la guérison des foyers. Les solutions politiques ou sociales qui omettent de traiter ces problèmes ne sont pas appropriées. »

Pour « refaire le monde », les gens doivent d’abord changer :

« Chacun veut voir l’autre changer. Chaque pays veut voir l’autre changer. Mais chacun attend que l’autre commence. Le Groupe d’Oxford est convaincu que celui qui veut voir une  solution aux problèmes du monde doit commencer par lui-même. C’est la condition première et fondamentale. »

Lançant sa campagne pour un Réarmement moral et spirituel à l’hôtel de ville d’East Ham en 1938, Buchman déclare :

« Nous avons besoin d’une puissance assez forte pour changer la nature humaine et construire des ponts entre les hommes et entre les factions. Cela commence quand chacun admet ses erreurs au lieu de mettre en avant celles des autres. Dieu seul peut changer la nature humaine. Le secret réside dans cette grande vérité oubliée que lorsque l’homme l'écoute, Dieu lui parle ; que lorsque l’homme obéit, Dieu agit et que lorsque des hommes changent, des nations changent. »

### Letravail personnel
S’appuyant sur son expérience à Penn State University et en Chine, Buchman recommande le travail personnel avec chaque individu, afin d’aller assez loin pour traiter les vrais obstacles, les vrais besoins et les vrais désirs spirituels. Interrogé un jour sur sa méthode pour aider les personnes, il répond avec les cinq C.

### Les cinq C
Confiance, Confession, Contrition, Conversion, Continuité. "Confiance car rien ne peut être entrepris si la personne n’a pas confiance en vous, y compris et surtout dans votre capacité à garder les confidences confidentielles ; Confession car elle signifie l'honnêteté à propos de soi derrière la façade officielle de son personnage ; Contrition car elle conduit au désir de changer, Conversion car elle est la décision de vivre en accord avec les commandements de Dieu ; Continuité, - selon Buchman le point le plus souvent négligé -, car ceux qui ont décidé de changer ont besoin de soutien continu".

### Larestitution
Un aspect complémentaire de cette libération du péché est la restitution ou réparation, autant que possible, des torts infligés à autrui. Rendre l'objet ou l'argent volé, Reconnaître les mensonges et rétablir la vérité. Si le tort a été fait à une collectivité, la réparation peut impliquer une confession publique devant celle-ci.

### La recherche de la volonté de Dieu
Buchman souligne toujours que le changement de vie n’est pas une affaire de technique mais le résultat d’une demande adressée à Dieu. Selon lui, Dieu seul peut changer une personne et l’important est que celle-ci écoute Dieu en silence pendant des moments calmes.
Pour cela, un élément essentiel de la spiritualité de Buchman est la pratique quotidienne du moment calme au cours duquel il affirme que chacun peut rechercher et recevoir la volonté de Dieu, ou guidance sur tous les aspects de sa vie, quotidienne ou à terme.
À cause des risques d’auto-désinformation pouvant conduire un individu à projeter sa volonté propre dans celle "entendue", Buchman propose un « test en six points » pour filtrer les idées venues dans le silence :

1. Rechercher si les idées sont pures de toute recherche d’un intérêt personnel ;

2. Observer et respecter si les circonstances rendent les idées réalisables ;

3. Regarder si les idées respectent les quatre absolus : 
- honnêteté absolue,
- pureté absolue,
- désintéressement absolu
- amour absolu.

Ces quatre absolus, issus du travail de recherche biblique de Robert E. Speer, ont une importance majeure dans la pratique de Buchman puis dans les écrits et les pratiques des Groupes d'Oxford puis du Mouvement de Réarmement moral ;

4. Vérifier si les idées sont conformes aux écritures saintes ;

5. Prendre les avis d’amis de confiance sur les idées ;

6. S’appuyer sur l’expérience et les enseignements de l’Église pour valider les idées ou non.

## Attitude envers les autres religions
La disposition de Buchman à travailler avec des représentants d’autres religions sans exiger de leur part une conversion au christianisme s’est avérée être une importante source d’incompréhension voire de conflit avec d’autres chrétiens. Dans un discours de 1948, il déclare : « le Réarmement moral est la bonne route d’une idéologie inspirée par Dieu sur laquelle tous peuvent s’unir. Catholiques, juifs, protestants, hindous, musulmans, bouddhistes, confucianistes — tous découvrent qu’ils peuvent changer, là où c’est nécessaire, et cheminer sur cette route ensemble. » Au fil des années, il rencontra plusieurs fois le Mahatma Gandhi pour qui il nourrissait le plus grand respect, disant : « son utilité sera la sainteté, et une sainteté convaincante qui plus est ». Il exprima aussi le souhait que les pays musulmans soient « une ceinture de santé mentale pour relier l’Est et l’Ouest et apporter une renaissance morale ».
Cependant, selon son biographe Garth Lean, Buchman témoignait toujours de « ses plus profondes vérités chrétiennes lors de ses réunions, quelles que soient la religion ou l’incroyance des participants, s’appuyant le plus souvent sur son expérience personnelle de libération de sa haine et de son ressentiment par la croix à Keswick et disant comment le Christ était devenu son meilleur ami. C’était toujours partagé avec un sentiment d’urgence : chacun devait prendre immédiatement conscience de son péché et trouver le changement et le pardon. Mais il n’ajoutait jamais à l’intention de son public qu’il devait rompre avec ses propres traditions et se joindre à telle ou telle Église. »

## Buchman et le communisme
À la suite de son expérience directe des missions en Chine, Buchman a une conscience aigüe de l’échec du vaste effort missionnaire occidental en Chine et du fait que cela a permis à un ensemble d'autres croyances, le communisme, de prendre pied en Chine. Dans ses années de travail au sein des universités américaines et britanniques, il découvre que le communisme était une idée puissante et attirante. Tout en admirant l’audace et la passion des communistes, il est convaincu que c’est une mauvaise idée, inadéquate car fondée sur le relativisme moral (prônant que la fin justifie les moyens) et sur un militantisme antireligieux. Une idée récurrente chez lui est que l’engagement et l’idéologie stratégique du communisme doivent être combattus par des forces tout aussi engagées travaillant stratégiquement pour Dieu. Après une visite en Amérique du Sud, il dit à un groupe de jeunes travaillant avec le Groupe d’Oxford : « Dans un pays on m’a parlé de deux jeunes communistes qui se sont fait un devoir de s’attacher chacun à gagner aux positions du Parti un des ministres du gouvernement. Qui parmi vous est prêt à planifier aussi minutieusement pour apporter la révolution chrétienne à vos leaders ? »
Buchman était convaincu que tant le fascisme que le communisme avaient leurs racines dans le matérialisme (Frank Buchman utilisait fréquemment — et improprement — le terme de « matérialisme » pour désigner l'ensemble des philosophies utilitaristes et/ou athées qui ont marqué le XXe siècle, ce qui regroupe le capitalisme débridé de la révolution industrielle et son sacro-saint égoïsme moteur du progrès, les différentes espèces de fascisme et le communisme, ensemble qu'il appelle aussi « tous les '-ismes' »), et que le matérialisme était donc le pire ennemi de la démocratie.
Après la dénonciation des abus du stalinisme par Khrouchtchev en 1956 et l'apparente détente des relations avec l’Ouest, le Réarmement moral publie un petit livre intitulé « Idéologie et coexistence » alertant l’Occident contre les stratégies et les tactiques utilisées par les communistes. Traduit en 24 langues, il devient la publication du Réarmement moral la plus diffusée de tous les temps. Cela donna l'impression au grand public que Buchman et le Réarmement moral étaient avant tout anticommunistes et donc de droite. En réalité, Buchman renvoyait dos à dos capitalisme et communisme. En 1950, il confiait ainsi à un collègue: « Si la Grande-Bretagne et l’Amérique triomphaient du communisme aujourd’hui, le monde serait dans un état encore pire qu’avant. Le fait qu’un autre soit dans l’erreur ne suffit pas à me rendre juste. »
À la fin des années 1940, les mines et les usines de la Ruhr en Allemagne étaient un vaste champ de bataille idéologique. Les communistes pilotés depuis Moscou espéraient prendre le contrôle des comités d’entreprises et faciliter ainsi la prise de pouvoir par les communistes en Allemagne fédérale. Mais 120 000 ouvriers de la Ruhr avaient vu la pièce produite par le Réarmement moral « l’élément oublié », et avaient entendu parler de patrons qui avaient changé d’attitude et étaient passés d’une attitude d’exploitation à une attitude de coopération. Certains responsables communistes avaient alors choisi de passer du côté du Réarmement moral et furent convoqués pour s’expliquer au quartier général communiste de Rhénanie du Nord-Westphalie. Là, ils recommandèrent que le Parti s’implique dans le Réarmement moral et choisisse pour les prochaines étapes de son développement d'adopter les principes moraux d’absolue honnêteté, absolue pureté, absolu désintéressement et absolu amour, étayant leur thèse de citations de Marx et d’Engels. Leur approche fut rejetée et ils furent exclus du Parti.
Buchman avait accepté l’invitation du docteur Heinrich Host, président des Charbonnages allemands, d’envoyer une équipe dans la Ruhr. Pendant deux ans, Buchman entretint une équipe de cent personnes dans cette région. Avant leur arrivée, 72 % des sièges de comité d’entreprise étaient tenus par des communistes. En 1950, ce pourcentage avait été ramené à 25 %. Selon Hubert Stein, membre du comité directeur du syndicat des mineurs allemand, « ce déclin a été dû pour une large part au Réarmement moral ». En 1950, Radio Berlin et d’autres radios allemandes diffusèrent un discours de Buchman : « Des marxistes découvrent une nouvelle philosophie dans ce temps de crise. La lutte des classes est en train d’être dépassée. Directions et syndicats commencent à vivre une alternative à la guerre de classes… Les marxistes peuvent-ils préparer le terrain pour une idéologie plus grande ? Pourquoi pas ? Ils ont toujours été ouverts aux idées nouvelles… Pourquoi ne vivraient-ils pas pour cette pensée supérieure ? »
À partir de cette époque, Buchman et le Réarmement moral furent régulièrement attaqués sur les ondes de Radio Moscou. En 1952, Georgy Arbatov (en) décrivit le Réarmement moral comme « une idéologie universelle » qui « supplante l’inévitable lutte des classes » par « la lutte permanente entre le bien et le mal ».

## Vie privée
Buchman ne se maria jamais. Malgré une attaque en 1942 et une santé déclinante qui le conduisit progressivement à la cécité et à l’immobilité, il resta aussi actif que possible jusqu’à son décès en 1961.

## Controverses
Buchman fut un personnage controversé toute sa vie. Dès les années 1920, ses critiques surnommèrent son mouvement de manière réductrice le « Buchmanisme ». Au Royaume-Uni, on compte parmi ses plus notables critiques, Herbert Hensley Henson (en), évêque de Durham et le très controversé parlementaire travailliste Tom Driberg, auteur du livre critique à succès Le Mystère du Réarmement moral. En contrepartie, Buchman fut soutenu par des personnalités telles que l’archevêque de Canterbury Cosmo Lang et le philosophe existentialiste Gabriel Marcel. L'écrivain Malcolm Muggeridge répéta longtemps qu’il ne comprenait pas ce qui valait à Buchman cette aussi « extraordinaire hostilité » pour en venir plus tard à la conclusion que « dans une société libertine, toute attaque contre le libertinage est anathème ».

### Polémiques à l'Université de Princeton
Une des premières polémiques contre Buchman fut soulevée par Time magazine en 1926, faisant état, d'ailleurs de manière erronée, de son renvoi de l’Université de Princeton dans les années 1920. En réalité, Frank Buchman n’avait jamais été en poste à Princeton, mais un groupe de ses sympathisants s'y était constitué après les succès de Buchman à l'Université de Hartford et y développait une activité intense au sein de la principale organisation chrétienne du campus, la Philadelphian Society. Cet activisme enthousiaste occasionna une série de plaintes portant sur des pratiques d’évangélisation "agressives", sur un "manque de respect de la vie privée causé par la pratique de confessions publiques", et sur "l'accent placé sur la confession de fautes dans le domaine sexuel". Le président de l’université, Hibben, mit en place une commission d’enquête et déclara immédiatement à la presse : « le Buchmanisme n’a pas sa place à Princeton. » Toutefois, lorsque le rapport de la commission fut publié plusieurs mois plus tard, ses auteurs concluaient : « Après avoir recherché par tous les moyens à trouver des témoignages permettant de confirmer ces accusations…, aucun élément de preuve n’a été produit qui puisse étayer ou justifier les allégations faites… Dans ces circonstances, pour être justes, nous nous devons de déclarer que, selon nous, ces accusations sont le fruit soit d’incompréhensions, soit de critiques dénuées de fondement. » Allant plus loin, le rapport rendait hommage aux « remarquables succès » de la Philadelphian Society sur le campus. Malgré ce rapport, Hibben exigea que les responsables de la Philadelphian Society désavouent Buchman sous peine de perdre leurs postes. Ceux-ci, plutôt que de se soumettre, choisirent de démissionner.

### La citation à propos d'Hitler
Une citation tirée d’une interview dans le New York World-Telegram du 25 août 1936 a toujours poursuivi Buchman :
- « Je loue le ciel pour un homme comme Adolf Hitler, qui a construit une ligne de défense contre l’antéchrist du communisme. »

Et dans la même veine :
- « Mon coiffeur de Londres m’a dit qu’Hitler a sauvé l’Europe du communisme. C’est ce qu’il ressentait. Bien entendu je n’approuve pas tout ce que font les nazis. L’antisémitisme ? C’est mauvais, naturellement. Je suppose qu’Hitler voit un Karl Marx dans tout juif. »
- « Les problèmes humains ne sont pas de nature économique. Ils sont moraux et ne peuvent être résolus par des mesures immorales. Ils pourraient être résolus dans le cadre d’une démocratie conduite par Dieu, ou peut-être devrais-je dire une théocratie, et ils pourraient être résolus dans le cadre d’une dictature fasciste conduite par Dieu. »

Garrett Stearly, qui assistait à l’interview du New York World-Telegram, s’était étonné que l’article soit tellement décalé par rapport à l’interview... « Il avait dit que l’Allemagne avait besoin d’un nouvel esprit chrétien, mais que cependant il fallait reconnaître qu’Hitler avait été un rempart contre le communisme en Allemagne, au moins un point pour lequel on pouvait remercier le ciel. C’était une boutade et pas du tout un éloge d’Hitler. » Buchman lui-même se refusa à tout autre commentaire public afin de ne pas entretenir la controverse et de ne pas mettre davantage en danger ses amis du Groupe d’Oxford en Allemagne qui connaissaient de sérieuses difficultés.
Des documents de la Gestapo rendus publics après la guerre ont montré que les nazis pensaient que Buchman travaillait pour les services de renseignement britanniques et considéraient le Groupe d’Oxford comme un opposant au national-socialisme à la fois nouveau et dangereux. Le rapport de 126 pages sur « le mouvement des groupes d’Oxford » de 1939 disait que « le Groupe pris globalement représente une attaque contre le nationalisme de l’État et exige la plus extrême vigilance de la part de l’État. Il prêche une révolution contre l’État national et est devenu de toute évidence son adversaire chrétien. »
Pendant la guerre, il y eut aussi une controverse pendant quelques mois à propos de collaborateurs britanniques du Réarmement moral qui échappaient au service armé en poursuivant leur travail avec le Réarmement moral aux États-Unis dans le cadre d'une campagne de mobilisation civique intitulée You can defend America. Par la suite, tous entrèrent dans le service actif.

### Insistance excessive sur les questions sexuelles
Certains critiques ont accusé le Groupe d’Oxford de se concentrer de manière malsaine sur les questions sexuelles, particulièrement sur la masturbation, sous couvert d’« honnêteté absolue » et de « pureté absolue ». La réponse de Buchman était : « Nous affrontons sans hésitation les problèmes sexuels dans les mêmes proportions qu’ils se rencontrent et se discutent dans cette source d’autorité que constitue le Nouveau Testament… Aucun lecteur du Nouveau Testament ne peut y échapper mais jamais au détriment de ceux qu’ils considèrent comme des péchés plus flagrants, comme la malhonnêteté ou l’égoïsme. Garth Lean - Frank Buchman, A Life, 139. »
Cette approche a été confirmée par J. W. C. Wand, alors doyen d’Oriel College et plus tard évêque de Londres, qui écrivit en août 1930 dans la revue Théology que « l’on entend davantage parler d’égoïsme, d’orgueil, de rancune que de quoi que ce soit d’autre » et qu' « on ferait mieux de rejeter comme une totale absurdité l’accusation que le « buchmanisme » serait indûment préoccupé par les questions sexuelles Garth Lean - Frank Buchman, A Life, 139. »

### Critiques dans les milieux religieux
Frank Buchman rencontra une forte opposition de la part de certains hommes d'Église de différents bords.
Pour une part, cette opposition fut politique. Ainsi, Reinhold Niebuhr ou Dietrich Bonhoeffer s’opposèrent à l'engagement de Buchman dans la sphère politique, l'accusant principalement de naïveté à l'égard du nazisme.
Le théologien protestant suisse Emil Brunner, qui avait souvent dit tout ce qu’il devait à Buchman, tenta lui aussi de dissuader Buchman de poursuivre ses efforts pour approcher les chefs nazis en lui faisant observer qu’il mettait en danger sa réputation personnelle et celle de son travail. Buchman répondit de manière quelque peu optimiste à Brunner : « Les Groupes [d'Oxford] n’ont pas de réputation à défendre et quant à moi, je n’ai rien à perdre. »
Comme Brunner, plusieurs autres théologiens ont apprécié positivement le travail et les convictions de Buchman. Le chanoine anglican B. H. Streeter, principal de Queen's College, Oxford, et spécialiste respecté du Nouveau Testament pendant les années 1920 et 1930 s’est solidarisé publiquement avec lui jusqu’à sa mort dans un accident d’avion en 1937. Klaus Bockmühl, professeur de théologie et d’éthique à Regent College à Vancouver et auteur du livre À l’écoute du Dieu qui parle, écrivit : « le génie du Réarmement moral est de mettre la substance spirituelle centrale du christianisme sous une forme laïque et accessible, et d’en faire la démonstration de manière souvent plus spontanée et plus puissante que ne le font les Églises. D’où l’insistance sur les quatre critères moraux absolus. Mais la direction par l’Esprit Saint est tout autant essentielle… Le génie est dans l’équilibre des deux. »
Après une longue période de distanciation voire de condamnation théologique, l’Église catholique retrouve des convergences avec les idées de Frank Buchman. Ainsi le cardinal Montini, futur pape Paul VI, avait-il refusé à Mgr Lefebvre la condamnation du Réarmement Moral pourtant critiqué par le Saint-Office en 1955. Dans les années 1980, le cardinal de Vienne Franz König déclare que, par ses idées, Buchman a marqué un tournant dans l’histoire du monde moderne.
Chez les orthodoxes, le patriarche Athenagoras Ier de Constantinople avait surnommé Buchman « un saint Paul moderne ».